# Hammeniederung
Die Hammeniederung ist ein Naturschutzgebiet in der niedersächsischen Stadt Osterholz-Scharmbeck und den Gemeinden Worpswede, Lilienthal und Ritterhude im Landkreis Osterholz.

## Allgemeines
Das Naturschutzgebiet mit dem Kennzeichen NSG LÜ 312 ist 2.849 Hektar groß. Es ist größtenteils gleichzeitig als FFH-Gebiet „Untere Wümmeniederung, untere Hammeniederung mit Teufelsmoor“, das sich über 4.153,32 Hektar erstreckt und auch Teile des nördlich liegenden Naturschutzgebietes „Teufelsmoor“ umfasst, sowie als Vogelschutzgebiet „Hammeniederung“ ausgewiesen, das sich über 6.296 Hektar erstreckt und auch große Teile des das Naturschutzgebiet vielfach umgebenden, gleichnamigen Landschaftsschutzgebietes sowie ebenfalls Teile des Naturschutzgebietes „Teufelsmoor“ umfasst. Das Naturschutzgebiet grenzt vielfach an das Landschaftsschutzgebiet „Hammeniederung“, im Norden stellenweise auch an die Landschaftsschutzgebiete „Teufelsmoor“ und „Beekniederung“ sowie an der Querung der Landesstraße 153 mit der Beek an das Naturschutzgebiet „Teufelsmoor“. In dem Schutzgebiet gingen das bisherige Naturschutzgebiet „Hamme-Altarm“ und Teile der bisherigen Landschaftsschutzgebiete „Hammewiesen“ und „Worpswede“ auf. Die Verordnungen der am Rand des Gebietes liegenden Naturschutzgebiete „Pennigbütteler Moor“ und „Wiesen und Weiden nordöstlich des Breiten Wassers“ sowie des innerhalb des Gebietes liegenden Naturschutzgebietes „Breites Wasser“ blieben zunächst in Kraft. Diese Schutzgebiete gingen zum 3. Oktober 2019 in dem Naturschutzgebiet auf. Das Gebiet steht seit dem 20. April 2017 unter Schutz. Zuständige untere Naturschutzbehörde ist der Landkreis Osterholz.

## Beschreibung
Das Naturschutzgebiet liegt in der namensgebenden Hammeniederung zwischen Ritterhude im Südwesten, Osterholz-Scharmbeck im Westen und Worpswede im Osten. Es bildet zusammen mit dem nach Norden anschließenden Naturschutzgebiet „Teufelsmoor“ sowie den weiteren, angrenzenden Naturschutzgebieten einen Biotopverbund.
Das Naturschutzgebiet wird durch weiträumiges Grünland unterschiedlicher Feuchtegrade geprägt und gilt als eines der bedeutendsten großräumigen Feuchtgebiete Nordwestdeutschlands. Das überwiegend extensiv genutzte Grünland auf Marsch- und Niedermoorböden wird von zahlreichen Gräben durchzogen. Neben den bewirtschafteten Grünländereien liegen auch größere Anteile brach. Weitere Flächen werden von Röhrichten, Seggenrieden, Hochstaudenfluren, Feuchtgebüschen und Bruchwäldern eingenommen. Im Nordwesten des Naturschutzgebietes befinden sich im Bereich des Ahrenfelder Moores teilweise naturnahe Hochmoorreste. Das Gebiet wurde größtenteils von 1995 bis 2009 im Rahmen des Naturschutzgroßprojektes Hammeniederung, dessen Projektgebiet sich über 2.780 Hektar erstreckte, gesichert und naturnah entwickelt. Für die Durchführung des Projektes wurden rund 16,2 Mio. Euro zur Verfügung gestellt.
Das Naturschutzgebiet wird von Hamme und Beek durchflossen. Insbesondere östlich von Ritterhude befinden sich mehrere Altarme der Hamme. Nordwestlich von Worpswede liegt am linken Ufer der Hamme ein Feuchtbiotop. Hier wurde im Bereich des ehemaligen Verlaufs der Hamme renaturiert und wieder an die Hamme angebunden. Oberhalb der Mündung der Beek in die Hamme liegen weitere Gewässer als Reste eines früher ausgebildeten Binnendeltas, darunter das Breite Wasser. Die Fließgewässer verfügen über flutende Wasservegetation und werden von Röhrichten, Seggenrieden, Uferstaudenfluren und stellenweise Gehölzbeständen begleitet. Auch die Gräben im Naturschutzgebiet, die extensiv unterhalten werden, verfügen über artenreiche Ufer- und Wasservegetation. Im Süden des Naturschutzgebietes befindet sich ein ehemaliger Baggersee, der von Gehölzen umgeben ist. Weiterhin befinden sich an vielen Stellen Kleingewässer in Form von Blänken und Senken, die teilweise im Rahmen des Naturschutzgroßprojektes Hammeniederung wiederhergestellt bzw. angelegt wurden. In drei Bereichen – der Altenbrücker Weiden und Postwiesen im Norden, der Ochsenwiese südöstlich von Osterholz-Scharmbeck und dem Bereich südlich der Hamme im Süden des Schutzgebietes – wurden im Rahmen des Naturschutzgroßprojektes Hammeniederung auf über 700 Hektar Retentionsräume angelegt, in denen Flächen im Winterhalbjahr auch längerfristig überstaut werden.
Das Naturschutzgebiet grenzt überwiegend an weitere Grünlandflächen und andere landwirtschaftliche Nutzflächen. Im Norden grenzt es an eine Landesstraße, im Südwesten an eine Kreisstraße. Südöstlich von Osterholz-Scharmbeck wird es von einer Kreisstraße gequert. Außerdem quert die Bahnstrecke Bremervörde–Osterholz-Scharmbeck das Naturschutzgebiet zwischen Osterholz-Scharmbeck und Worpswede. Durch das Naturschutzgebiet verlaufen mehrere Wege, die teilweise als Wander- und Radwege ausgebaut sind. An mehreren Stellen befinden sich Aussichtstürme und ein Beobachtungsstand für die Naturbeobachtung. Zum Schutz der teilweise empfindlichen Tierwelt wurde ein Wegekonzept entwickelt, um die Störungen durch den Menschen möglichst gering zu halten. Der Bereich um Neu Helgoland, der touristisch und für die Naherholung genutzt wird – hier befinden sich ein Campingplatz, ein Hafen für Wasserwanderer sowie ein Ausflugslokal –, ist aus dem Geltungsbereich der Naturschutzverordnung ausgenommen.
Die geplante Trasse der Ortsumgehung Ritterhude der B 74 südlich von Osterholz-Scharmbeck verläuft in seinem südlichen Bereich durch die Hammeniederung und tangiert im Bereich der Querung der Hamme das Naturschutzgebiet „Hammeniederung“.

## Flora und Fauna
Die Fließgewässer und die mit ihnen verbundenen Gräben sind Lebensraum u. a. von Flussneunauge, Steinbeißer und Schlammpeitzger. Daneben kommen neben weiteren Fischarten Hecht, Aal, Flussbarsch, Kaulbarsch, Schleie und Rotauge vor. Amphibien sind z. B. durch Moor- und Seefrosch vertreten, Reptilien durch die Ringelnatter. In den Gräben siedeln u. a. Krebsscherengesellschaften. Insbesondere im Bereich des ehemaligen Binnendeltas der Beek siedeln ausgedehnte Seggenriede, Röhrichte und Hochstaudenfluren u. a. mit Fadensegge, Schnabelsegge, Schlanksegge, Sumpfreitgras, Wasserschwaden und Kalmus. Die teilabgetorften, aber nicht kultivierten Hochmoorbereiche nordöstlich von Osterholz-Scharmbeck werden von Moor- und Bruchwald sowie Hochmoorgesellschaften mit Wollgras, Pfeifengras, Besen- und Glockenheide geprägt. Auf extensiv beweideten oder brachgefallenen Grünlandflächen siedeln z. B. Wassergeiskraut, Kuckuckslichtnelke und Duftendes Mariengras oder Hochstaudenfluren mit Mädesüß, Sumpfkratzdistel, Wiesenraute und Gilbweiderich sowie Seggen- und Schilfröhrichte.
Im Naturschutzgebiet sind verschiedene Fledermäuse heimisch: Breitflügelfledermaus, Wasserfledermaus, Teichfledermaus, Großer Abendsegler, Zwergfledermaus, Braunes Langohr und Rauhautfledermaus. Weiterhin sind im Naturschutzgebiet verschiedene Libellenarten heimisch, die teilweise stark gefährdet oder vom Aussterben bedroht sind – neben anderen Arten Grüne Mosaikjungfer, Hochmoormosaikjungfer und Scharlachlibelle, aber auch Große Moosjungfer, Gefleckte Smaragdlibelle und Gefleckte Heidelibelle. Wichtige Biotope für die Libellenpopulationen sind wassergefüllte Torfstiche in den unkultivierten Hochmoorbereichen, Beek, Altarme der Hamme und das Breite Wasser. Auch für Heuschrecken ist das Naturschutzgebiet ein wichtiger Lebensraum. So sind u. a. Maulwurfsgrille, Sumpfschrecke, Sumpfgrashüpfer und Wiesengrashüpfer zu finden. Das Naturschutzgebiet ist auch Lebensraum des Fischotters.
Das Gebiet ist Lebensraum und Rastgebiet für eine artenreiche Avifauna. So kommen hier Rohr- und Wiesenweihe, Rotmilan und Sumpfohreule vor. Der Seeadler sucht das Gebiet für die Nahrungssuche auf. Limikolen sind u. a. durch Austernfischer, Kiebitz, Bekassine, Uferschnepfe, Waldschnepfe, Großer Brachvogel, Rot- und Grünschenkel sowie verschiedene Wasser- und Strandläufer und Regenpfeifer vertreten. Ferner sind Wachtelkönig, Wachtel und Rebhuhn heimisch. Taucher und Säger sind durch Haubentaucher, Zwergtaucher, Rothalstaucher, Zwergsäger und Gänsesäger, Entenvögel durch verschiedene Enten, darunter Pfeifente, Schnatterente, Krickente, Spießente, Tafelente, Reiherente und Schellente, Gänse, darunter Graugans, Blässgans, Waldsaatgans, Kanadagans und Weißwangengans sowie Schwäne wie Höckerschwan, Singschwan und Zwergschwan vertreten. Auch Löffelente und Knäkente waren hier heimisch, konnten bei einer Vogelkartierung im Jahr 2020 aber nicht mehr nachgewiesen werden. Singvögel sind u. a. durch Feldlerche, Schafstelze, Braunkehlchen, Schwarzkehlchen, Blaukehlchen, Schilfrohrsänger, Teichrohrsänger, Gartenrotschwanz, Wiesenpieper, Feldschwirl, Rohrammer und Pirol vertreten. Weiterhin kommen Neuntöter, Raubwürger, Weißstorch, Kranich, Graureiher, Silberreiher und Rohrdommel sowie verschiedene Rallen, Seeschwalben und Möwen vor.